# Wilczy Park

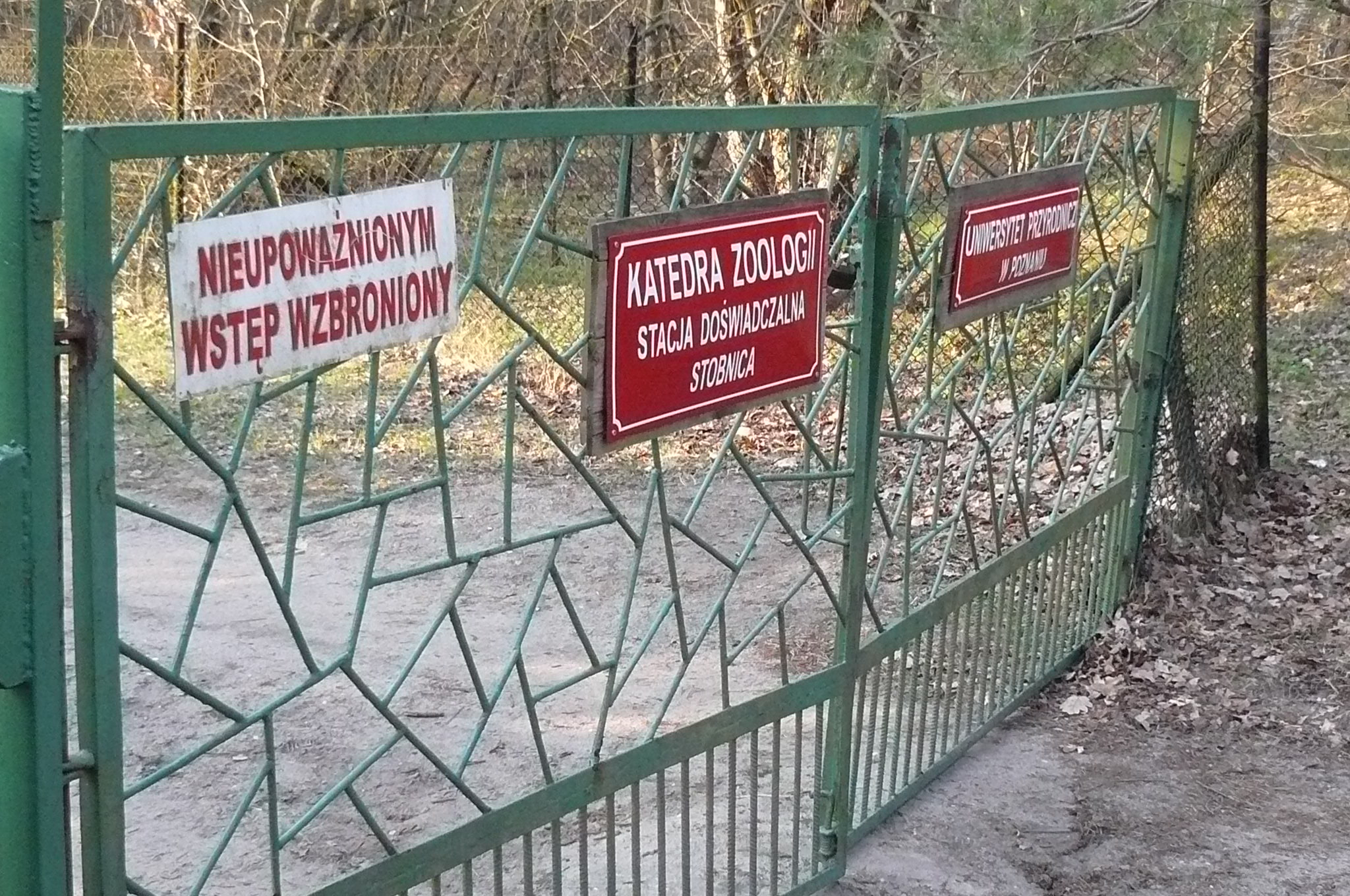
Brama stacji

Wilczy Park (Stacja Doświadczalna Zakładu Zoologii Uniwersytetu Przyrodniczego w Poznaniu) − terenowa stacja doświadczalna Uniwersytetu Przyrodniczego w Poznaniu, funkcjonująca w latach 1974−2016, zlokalizowana w przysiółku Papiernia (1,5 km na północ od Stobnicy, w dolinie Kończaka). Po 2017 teren sprzedano prywatnej spółce budującej w pobliżu tzw. "zamek" na utworzonej na stawie sztucznej wyspie.

## Charakterystyka
Stacja powstała w 1974 z inicjatywy prof. Ryszarda Graczyka i zajmowała 32 ha ogrodzonej powierzchni. Prowadziła prace nad zachowaniem rzadkich i ginących gatunków zwierząt polskich (hodowla, restytucja i reintrodukcja wilków, tarpanów, cietrzewi, głuszców i dropi). Miała za zadanie informowanie społeczeństwa o wadze zachowania wilków dla ekosystemów. Jednym z największych osiągnięć stacji było także przywrócenie w Wielkopolsce populacji bobrów. Profesor Graczyk, mimo krytyki, zmienił białowieskie metody hodowli i reintrodukcji żubrów, co zakończyło się powodzeniem. Stacja była udostępniana do zwiedzania po wcześniejszym zapowiedzeniu. Oglądać można było m.in. wilki w wolierach i pawie, a także zrekonstruowany według dawnych wzorów gołębnik. Szczególnie znana, w skali ponadkrajowej, była z tego, iż dawała możliwość badań wilków. Na terenie ośrodka rośnie pomnikowy dąb, a przy bramie dwa dalsze dęby (320 i 390 cm obwodu), zwane Pszczółkami. Nieco dalej znajduje się kolejny pomnik przyrody - pięć sosen zwanych Stobnickimi Babkami. Przy bramie ośrodka rozpoczynała się ścieżka dydaktyczna Doliną Kończaka (7,7 km). Stacja była jednym z punktów Ścieżki przyrodniczo-leśnej Rezerwaty.
Dyrektorami placówki byli kolejno: prof. dr hab. Ryszard Graczyk i prof. dr hab. Andrzej Bereszyński.